# Charles Manski
Pour les articles homonymes, voir Manski.
Charles Frederick Manski, né le 27 novembre 1948, est un économiste et économètre américain. Il est professeur d'économie à l'université Northwestern. Il est célèbre pour ses travaux en économétrie sur la notion d'identification partielle et pour ses travaux sur l'analyse économétrique des effets de pairs (Manski 1993).

## Publications
- (en) CF Manski, « Identification of endogenous social effects: The reflection problem », The Review of Economic Studies,‎ 1993
- C. Manski, Partial Identification of Probability Distributions, Springer-Verlag, 2003
- C. Manski, Identification Problems in the Social Sciences, Harvard, 1995